# Français langue d'intégration
Le français langue d'intégration (FLI) est la langue française enseignée à un public désireux d'obtenir la nationalité française ou celle d'un pays francophone. Il se distingue du français langue étrangère (FLE) qui décrit la langue française enseignée à un public non francophone, quels que soient ses projets et objectifs ou l'usage auquel il destine la langue française (apprentissage pour le plaisir, dans le but de bénéficier d'une formation universitaire, objectifs professionnels...). Le FLI se distingue aussi du français sur objectifs spécifiques (FOS) qui vise plus spécialement une compétence professionnelle de la langue appliquée à un domaine bien particulier (la restauration, le commerce, le droit...). 
Le FLI est enseigné dans des centres labellisés selon une grille de niveau ou référentiel de niveaux bien précis. Cet enseignement doit permettre aux apprenants de se présenter aux examens de langue française (comme le TCF ANF,) exigés lors d'une demande de nationalité française.

## Historique
Le concept de FLI a été pensé et décrit en premier lieu par la Délégation générale à la langue française et aux langues de France (DGLFLF) et par la Direction de l'accueil, de l'intégration et de la citoyenneté (DAIC), désormais DAEEN, l'une des instances de la direction générale des Étrangers en France. La création de ce concept s'inscrit dans une volonté d'accueil et d'intégration. Au départ, des[Quoi ?]  spécialisés dans le champ de la formation des adultes migrants, s'étaient penchés sur la possibilité d'une reconnaissance de ce champ, ils ont publié un ouvrage allant dans ce sens. 
Le 25 novembre 2011, le ministère de l'Intérieur a instauré le label Français langue d'intégration (FLI). Il désigne un groupe d'experts pour travailler à la fois sur ce champ et sur une labellisation correspondant aux spécificités du champ de l'enseignement du français aux adultes migrants en immersion, soit l'enseignement du français aux adultes dont le projet est de s'installer durablement en France. L'objectif est de proposer un apprentissage en langue française aux adultes immigrés, dont le français n'est pas la langue maternelle. Cet apprentissage se doit d'adopter une pédagogie différente de l'enseignement du français langue maternelle enseignés aux natifs. C'est pourquoi l'enseignement et la pédagogie privilégient les compétences orales et la lecture, afin de proposer une acquisition de la langue en immersion.  
Ainsi, l'enseignement du FLI se concentre sur les préoccupations pratiques qui sont celles d'une personne étrangère accueillie sur le territoire français : vivre au quotidien, chercher un emploi, accompagner ses enfants dans leur scolarité, participer à la vie citoyenne… Toutes tâches qu'un citoyen doit être en mesure d'accomplir librement et dans de bonnes conditions.
Il pose comme principe d'une intégration/inclusion réussie, l'acquisition de la langue pour un usage quotidien ainsi que la connaissance des principes et usages qui fondent la société française. 
Le décret du 9 juillet 2018 abroge le label qualité intitulé « Français langue d'intégration », créé par le décret n° 2011-1266 du 11 octobre 2011, estimé inutile en raison de la prise en compte de ses critères dans les cahiers des charges des formations linguistiques délivrées aux étrangers signataires du contrat d'intégration républicaine.

## Niveau de langue et nationalité française
Dans le processus administratif qui mène à l'obtention de la nationalité française, prouver son niveau de langue est une étape obligatoire. En sont dispensés les personnes ayant obtenu un diplôme français par exemple.
Le niveau exigé est le niveau B1 selon le Cadre européen commun de référence pour les langues, référentiel européen qui s'applique à décrire de la manière la plus exhaustive possible les compétences en langue, et il est valables pour 39 langues européennes. Ces compétences se décrivent sur 6 niveaux qui vont du niveau A1 (débutant) au niveau C2 (expert). 
Ainsi, le niveau B1 décrit un locuteur capable de comprendre l'essentiel des messages d'une langue claire sur des sujets familiers (comme le travail, les loisirs, la famille, les études, l'environnement immédiat...), qui peut comprendre une langue courante à l'écrit, qui fait face à la majorité des situations de la vie courante et prendre part aux conversations, qui est à même de raconter des expériences, ses rêves, ses espoirs et ses projets et en décrire les raisons. 
Concernant l'enseignement-apprentissage du FLI, toutes les situations de communication décrites ci-dessus orientent vers des thématiques pratiques de la vie quotidienne.
Prouver son niveau se fait de diverses manières : passer un diplôme de langue française, un diplôme du système éducatif français, passer un entretien avec une autorité compétente.

## Le label FLI
Le label garantit le niveau de qualité de la formation proposée par un organisme. Il permet aussi aux organismes de valider le niveau de langue des apprenants selon des critères acceptés et reconnus par les administrations auprès desquelles les personnes se présentent à la suite de leur formation.
Le référentiel FLI définit le cadre du label et décrit, notamment, les conditions de la labellisation d'un organisme de formation, les missions des coordinateurs, formateurs et intervenants FLI bénévoles au sein des organismes de formation.

## Formation des enseignants
Les besoins spécifiques et urgents des apprenants nécessitant des techniques et une pédagogie adaptées, les enseignants, formateurs professionnels et/ou bénévoles doivent pouvoir bénéficier de formations adéquates. Une formation de formateurs experts FLI est organisée par la  auprès des responsables de formation du territoire titulaires d'un master FLE, ceux ci auront à charge de former les futurs formateurs FLI, par ailleurs, plusieurs universités ont ainsi développé des cursus de recherche et de formation à l'enseignement du FLI dans le souci de fournir formation et qualifications aux étudiants. Les universités de Nanterre, de Nancy, de Cergy-Pontoise et de Pau intègrent les enseignements de FLI à des diplômes universitaires (DU) ou des masters. Aujourd'hui, il est possible de recevoir une formation de formateurs FLI auprès de plusieurs structures et de trouver des outils de formation ad-hoc sur internet.
Il est à noter que des débats autour de la mise en place du FLI ont donné lieu à des échanges nombreux entre les porteurs du projet FLI et certains représentants d'universités. Un mémo a été réalisé pour aider les formateurs à travailler sur le FLI  